# Josef Geisler
Josef Geisler (* 12. Dezember 1961 in Brixlegg) ist ein österreichischer Landwirt und Politiker (ÖVP). Er war von 1994 bis 2013 Abgeordneter zum Tiroler Landtag und von 2003 bis 2009 Bürgermeister der Gemeinde Aschau im Zillertal. Seit 24. Mai 2013 ist er Landesrat und 1. Landeshauptmann-Stellvertreter von Tirol in den Landesregierung Platter II und Platter III. In der Landesregierung Mattle ist er 2. Landeshauptmann-Stellvertreter.

## Leben
Josef Geisler absolvierte zwischen 1968 und 1972 die Volksschule in Aschau und im Anschluss die Hauptschule in Zell. Nach dem Besuch der Landwirtschaftlichen Landeslehranstalt Rotholz von 1977 bis 1979 legte er 1982 die Landwirtschaftliche Meisterprüfung ab. Geisler ist seit 1980 als Landwirt tätig.

## Politik
Geisler engagierte sich im Gemeindevorstand seiner Heimatgemeinde Aschau, dem er zwischen 1986 und 2003 angehörte. Am 23. April 2003 wurde er zum Bürgermeister gewählt. 2004 wurde er in seiner Funktion als Bürgermeister bei den Bürgermeisterdirektwahlen ohne Gegenkandidat bestätigt.
Josef Geisler gehört seit dem 5. April 1994 dem Tiroler Landtag an. In den Gesetzgebungsperioden XII. bis XIV. hatte er jeweils ein Mandat des Wahlkreises Schwaz inne. Geisler gehörte in seiner Rolle als Landtagsabgeordneter zwischen 1994 und 2003 dem Verkehr- und Bauausschuss an und war zwischen 1994 und 1999 Mitglied im Tourismusausschuss. Er war zudem Mitglied im Ausschuss für Föderalismus und Europäische Integration und ist seit 2003 im Finanzausschuss und im Ausschuss für Rechts-, Gemeinde- und Bauangelegenheiten tätig. Seit Beginn seiner Tätigkeit ist Geisler Mitglied im Ausschuss für Land- und Forstwirtschaft (seit 2003 Ausschuss für Land- und Forstwirtschaft, Verkehr und Umwelt), zudem ist er Agrar- und Sportsprecher der ÖVP Tirol. Für die Landtagswahl 2008 wurde Geisler erneut zum Spitzenkandidaten des Wahlkreises Schwaz gewählt. Nach der Angelobung des neuen Landtags am 1. Juli 2008 wurde Geisler zum neuen Klubobmann der VP-Landtagsfraktion gewählt.
Geisler war zudem von Mai 2006 bis 2013 Bezirksparteiobmann der Tiroler Volkspartei im Bezirk Schwaz. 
Am 24. Mai 2013 wurde er vom Tiroler Landtag zum Landesrat und 1. Landeshauptmann-Stellvertreter von Tirol gewählt. Seine Ressortzuständigkeiten umfassen
- Land- und Forstwirtschaft; berufliche Vertretungen und Arbeitsrecht auf diesem Gebiet; land- und forstwirtschaftliche Schulen; Personalangelegenheiten der Lehrer an den land- und forstwirtschaftlichen Berufs- und Fachschulen; Berufsausbildung in der Land- und Forstwirtschaft; Bodenschutz; landwirtschaftliche Betriebe des Landes; Bodenreform; Höferecht; Grundverkehr; Almschutz; Forstrecht; Jagd; Fischerei; Tierschutz, Veterinärwesen; Pflanzenschutz; Landesjagd Pitztal; Beteiligungen des Landes an der Tierkörperentsorgung Tirol GmbH;
- Bau, Erhaltung und Verwaltung von Landesstraßen; Vermessungswesen;
- Tiroler Versicherung V.a.G.;
- Wasserrecht und Wasserwirtschaft, Energiewesen;
- Sicherheitsverwaltung; Feuerwehrwesen; Feuerpolizei; Landesstelle für Brandverhütung; Katastrophenschutz und -management; Zivilschutz; Landeswarnzentrale; Beteiligung des Landes an der Leitstelle Tirol Gesellschaft mbH.;
- Angelegenheiten des Wehrwesens und des Zivildienstes;
- Sportangelegenheiten; Beteiligungen des Landes an der Nationale Anti Dopingagentur Austria GmbH, der Innsbruck-Tirol Olympische Jugendspiele 2012 GmbH und der Olympia Sport- und Veranstaltungszentrum Innsbruck GmbH.

## Kritik
Zu Irritationen kam es Anfang Juni 2020, als Geisler während einer Übergabe von 22.800 Unterschriften gegen das Wasserkraftwerk Tumpen-Habichen im Ötztal der Gewässerschutzsprecherin des WWF Österreich ins Wort fiel und diese vor laufender Kamera als „Luder“ bezeichnete. Nach breiter Kritik an seiner unbedachten Äußerung gegenüber der Naturschützerin hat sich Geisler mehrfach dafür entschuldigt.